# Garrafe de Torío
Garrafe de Torío es un municipio y lugar español de la provincia de León, en la comunidad autónoma de Castilla y León. Cuenta con una población de 1640 habitantes (INE 2024).

## Geografía
Integrado en la comarca de Tierras de León, se sitúa a 16 kilómetros de la capital leonesa. El término municipal está atravesado por la carretera nacional N-630, entre los pK 130 y 132, por la carretera provincial LE-311 (León-Robles de la Valcueva) y por carreteras locales que permiten la comunicación dentro del municipio. 
El relieve del municipio está definido por el valle del río Torío y por las montañas que lo separan del valle del río Bernesga, contando con numerosos arroyos y pequeños ríos afluentes del primero. La altitud oscila entre los 1210 metros en el extremo nororiental y los 860 metros a orillas del río Torío. El pueblo se alza a 918 metros sobre el nivel del mar. 
| Noroeste: La Robla                  | Norte: La Robla y Matallana de Torío | Nordeste: Santa Colomba de Curueño                 |
| Oeste: Cuadros                      |                                      | Este: Santa Colomba de Curueño y Vegas del Condado |
| Suroeste: Sariegos y Villaquilambre | Sur: Villaquilambre                  | Sureste: Villaquilambre                            |

## Demografía
Cuenta con una población de 1640 habitantes (INE 2024).
| Gráfica de evolución demográfica de Garrafe de Torío entre 1842 y 2021                                                |
| |
| Población de derecho según los censos de población del INE. Población de hecho según los censos de población del INE. |